# James Rainwater
James Rainwater (Council, Idaho, SAD, 9. prosinca 1917. – Yonkers, New York, SAD, 31. svibnja 1986.), američki fizičar. Diplomirao (1939.) na Kalifornijskom tehnološkom institutu (Caltech) u Pasadenii na Sveučilištu Columbia u New Yorku. Tijekom Drugog svjetskog rata sudjelovao je na Projektu Manhattan u izradi atomske bombe. Godine 1949. uobličio je teoriju prema kojoj nisu sve atomske jezgre kuglasta (sferna) oblika. Teoriju su pokusima provjerili Aage Niels Bohr i Ben Roy Mottelson te su za otkriće asimetričnosti atomskih jezgri sva trojica podijelili Nobelovu nagradu za fiziku (1975.).

## Model ljusaka
Model ljusaka opisuje jezgru atoma kao da je izgrađena od međusobno neovisnih ljusaka protona i neutrona djelomično analognih ljuskama koje opisuju raspored elektrona u atomu. Razvila ga je M. Goeppert-Mayer (1949.). Stabilnost jezgre ovisi o broju nukleona, a najstabilnije su jezgre punih ljusaka koje imaju magični broj protona i neutrona. One su i sferno simetrične. Nuklearna deformacija u modelu ljusaka je odstupanje jezgre od sferične ili osne simetrije; povezana je s kolektivnim gibanjima nukleona. Ona dovodi do pobuđenja valentnih nukleona, ali i do dinamičkih deformacija (vibracija) te statičkih deformacija (rotacija). Za razvoj modela deformiranih jezgri zaslužni su G. Alaga te A. N. Bohr, B. R. Mottelson i J. Rainwater.